# Quijote de Avellaneda
Segundo tomo del ingenioso hidalgo don Quijote de La Mancha, conocido simplemente como Quijote de Avellaneda, es una novela publicada en 1614 y firmada por «el licenciado Alonso Fernández de Avellaneda, natural de la villa de Tordesillas». Fue escrita como una secuela a la primera parte de Don Quijote de la Mancha, novela satírica publicada en enero de 1605 por Miguel de Cervantes Saavedra, quien durante la aparición del Quijote de Avellaneda se encontraba escribiendo una continuación al libro original. Este evento aceleró la redacción e impresión en 1615 de una segunda parte canónica y oficial del Quijote con numerosas alusiones y críticas a la versión de Avellaneda. En ésta, el Quijote de Avellaneda es presentado como uno de los principales motivos de la trama, siendo causa directa del nuevo recorrido de los protagonistas. Debido a la muerte de Cervantes apenas cinco meses después de su publicación, ciertos autores han especulado que sin el Quijote de Avellaneda la segunda parte legítima probablemente no habría llegado a terminarse.
La firma del libro ha sido considerada apócrifa ya desde su publicación. Debido a las numerosas disputas literarias de Cervantes con otros escritores españoles contemporáneos (muchas de las cuales surgen durante el transcurso del Quijote, incluyendo varias menciones directas e indirectas a Lope de Vega), la autoría del libro de Avellaneda continúa estando sujeto a numerosas conjeturas. De acuerdo con el medievalista Martín de Riquer, Cervantes conocía «indudablemente» al verdadero escritor por sus numerosas referencias en su segunda parte, pero «su venganza consistió [...] en no revelarnos quién fue su amigo y competidor».

## Autoría
El enigma de la identidad de Avellaneda ha sido considerado el mayor arcano de nuestras letras por lo que decenas de nombres han sido propuestos: Juan Blanco de Paz, mortal enemigo de Cervantes durante su cautiverio, Pedro Liñán de Riaza (quien, habiendo fallecido, habría visto terminada su obra por sus amigos Baltasar Elisio de Medinilla y Lope de Vega, añadiendo además el ofensivo prólogo contra Cervantes), Fray Luis de Aliaga, Alfonso Lamberto, Gaspar Schöppe, Francisco de Quevedo, Bartolomé Leonardo de Argensola o su hermano Lupercio, Jerónimo de Pasamonte, Alonso de Ledesma o, últimamente, Cristóbal Suárez de Figueroa, entre otros.
No se ha encontrado ningún personaje homónimo con el nombre de Alonso Fernández de Avellaneda que tenga visos de ser el autor, salvo un tal Alonso Fernández de Zapata, párroco de Avellaneda (Ávila).
Una de las hipótesis plantea que quien lo escribió debió hacerlo entre 1606 y 1609 (no menciona la Expulsión de los moriscos), dejándolo inacabado y sin prólogo, quizá por fallecimiento; debía tener origen aragonés, ya que su lenguaje se esmalta con algunos aragonesismos, es culto, quizá clérigo o jurista, relacionado con la Casa de Alba y muy amigo de la orden de predicadores, los llamados dominicos. Era amigo de Lope de Vega y probablemente residió en Toledo y Castilla la Vieja durante algún tiempo. Muchas de estas características cuadrarían con el citado párroco.
Otra hipótesis, propuesta por Martín de Riquer y sustentada por José Antonio Frago y Alfonso Martín Jiménéz, sostiene que su autor fue el soldado aragonés Jerónimo de Pasamonte, compañero de milicias de Cervantes en la batalla de Lepanto (1571). En 1593, Pasamonte hizo correr el manuscrito de su autobiografía, conocida como Vida y trabajos de Jerónimo de Pasamonte en la que, como explica Martín Jiménez, se apropió del comportamiento heroico que Cervantes había tenido en la batalla de Lepanto. Como respuesta a esa usurpación, Cervantes lo satirizó en el pasaje de los galeotes de la primera parte del Quijote, convirtiéndolo en el galeote Ginés de Pasamonte, que es tildado de ladrón y embustero, e insultado gravemente por don Quijote y Sancho. En venganza, Jerónimo de Pasamonte habría escrito el Quijote apócrifo. Esta hipótesis es recogida en la película Cervantes contra Lope (2016), de Manuel Huerga. Avellaneda se quejó en su prólogo de que Cervantes lo había ofendido por medio de "sinónimos voluntarios", en alusión al nombre y al apellido de "Ginés de Pasamonte" empleados por Cervantes. A juicio de Martín Jiménez, Cervantes reconoció fácilmente al autor del Quijote apócrifo, y en varias de sus obras mostró su convencimiento de que se trataba del aragonés Jerónimo de Pasamonte. Además, en la segunda parte de su Quijote, Cervantes habría imitado el manuscrito del Quijote de Avellaneda, del que se habría servido para componer todos los capítulos de su verdadera segunda parte.

## Características

### Argumento
La obra se inicia con la llegada a la aldea de don Quijote, identificada con el nombre de Argamesilla de la Mancha (probable referencia a Argamasilla de Alba, o bien Argamasilla de Calatrava), de unos caballeros granadinos que se dirigen a Zaragoza a participar en unas justas. Uno de ellos, don Álvaro Tarfe, se hospeda en casa de don Quijote, que ha recuperado la razón y usa su nombre verdadero, Martín Quijada (en la segunda parte de la novela original es Alonso Quijano). Las conversaciones con Tarfe exaltan nuevamente la locura del manchego, quien después de la partida de los granadinos toma la decisión de reanudar su vida aventurera, con el nombre de Caballero Desamorado, porque decide renunciar al amor de Dulcinea del Toboso. Con el propósito de participar en las justas se encamina con Sancho Panza a Zaragoza, pero la pendencia que sostiene con un melonero en Ateca lo hacen detenerse en ese lugar y llegar a Zaragoza cuando ya han concluido las justas. Encuentra, sin embargo, a don Álvaro Tarfe y sus amigos, quienes le hacen objeto de una serie de burlas y le preparan aventuras ficticias. Como resultado de una de ellas parte a Madrid, donde piensa combatir con el gigante Bramidán de Tajayunque, pero antes le ocurren una serie de aventuras en Sigüenza y Alcalá de Henares, en el transcurso de las cuales se une a la pareja una mujerzuela llamada Bárbara, a la que don Quijote identifica como Zenobia, Reina de las Amazonas. En Madrid, los tres personajes son objeto de diversas burlas por parte de los aristocráticos amigos de don Álvaro Tarfe, hasta que finalmente se decide encerrar a don Quijote en el manicomio de Toledo, popularmente conocido como la Casa del Nuncio. Bárbara ingresa en una casa de arrepentidas, y Sancho se queda al servicio de un noble madrileño. La obra termina anunciando una tercera parte, en la cual don Quijote habría de recorrer Castilla la Vieja y visitar Salamanca, Ávila y Valladolid, con el nombre de "Caballero de los Trabajos".

### Novelas intercaladas
Al igual que Cervantes, que incluyó en la primera parte del Quijote la historia del Curioso impertinente, sin relación con la acción principal, Fernández de Avellaneda intercaló en su obra dos relatos cortos, al estilo de las Novelas ejemplares: la historia del Rico desesperado y la de Los felices amantes, una sexta parte de la obra. La primera ilustra las terribles consecuencias que se derivan de haber colgado los hábitos.

## Ediciones
El libro tuvo bastante éxito inicial ya que se hicieron dos ediciones en Tarragona en 1614 con la misma portada, la segunda especialmente deturpada por un mayor número de erratas, antes de que la segunda parte de Cervantes arrasara con esta obra. No es una mala novela; posee algunas virtudes, si bien no puede compararse a la del genio alcalaíno, especialmente en cuanto a diseño de personajes, humor y estilo.[cita requerida]

### Ediciones modernas
Hasta el siglo XIX y buena parte del XX las ediciones del Quijote de Avellaneda tomaron el texto de la segunda edición de 1614, mucho más deturpado y con más erratas que la primera. En el siglo XX son estimables las ediciones de Martín de Riquer (1972), defensor de la autoría de Jerónimo de Pasamonte, pero que sigue el texto de la segunda edición, y, ya más modernamente, Fernando García Salinero (1972), Luis Gómez Canseco (2000), Enrique Suárez Figaredo (2008), Alfredo Rodríguez López-Vázquez (2011) y Milagros Rodríguez Cáceres y Felipe Pedraza (2014).